# Маслаковец, Николай Алексеевич
Николай Алексеевич Маслаковец (1833—1908) — оренбургский губернатор и наказной атаман Оренбургского казачьего войска.

## Биография
Родился 9 (21) мая 1833 года в Черниговской губернии. Воспитание получил в Петровском Полтавском кадетском корпусе и Дворянском полку; 17 июня 1854 года был произведён в прапорщики и выпущен в 4-ю артиллерийскую бригаду, 26 сентября 1856 года произведён в подпоручики.
В 1857 году поступил в Николаевскую академию Генерального штаба и 26 августа 1858 года получил чин поручика; по окончании обучения в 1859 году вернулся в свою бригаду; 12 января 1861 года был произведён в штабс-капитаны с зачислением в Генеральный штаб и направлен на службу в Отдельный Оренбургский корпус.
21 ноября 1862 года получил назначение в Уральск в качестве чиновника особых поручений при наказном атамане Уральского казачьего войска В. Д. Дандевиле. 30 августа 1863 года произведён в капитаны. 23 октября 1864 года Маслаковец был переведён в распоряжение Комиссии по размежеванию земель в Донском войске. 10 августа 1866 года был назначен межевым ревизором в Донскую межевую комиссию, 30 августа того же года получил чин подполковника и в 1868 году награждён орденом Св. Станислава 2-й степени. 21 мая 1870 года произведён в полковники, в 1872 году награждён орденом Св. Владимира 4-й степени.
С 7 апреля 1874 года занимал должность помощника председателя Областного правления Войска Донского и в следующем году получил орден Св. Владимира 3-й степени; 26 февраля 1878 года произведён в генерал-майоры и назначен помощником наказного атамана Донского казачьего войска (со старшинством от 26 февраля 1881 года). В 1881 году награждён орденом Св. Станислава 1-й степени; в 1883 году — Св. Анны 1-й степени.
12 августа 1884 года он был назначен на пост оренбургского губернатора и наказного атамана Оренбургского казачьего войска. В 1886 году награждён орденом Св. Владимира 3-й степени, 27 декабря 1893 года произведён в генерал-лейтенанты.
С 21 января 1892 года находился в отставке.
18 мая 1894 года Маслаковец вернулся на службу и поступил в распоряжение военного министра с зачислением по Генеральному штабу, в 1896 году удостоен ордена Белого орла. С 16 июня 1898 года возглавлял Комиссию для исследования причин, подрывающих хозяйственный быт Донского казачьего войска. По результатам работы комиссии в 1899 году в Новочеркасске было напечатано несколько докладов Маслаковца о хозяйственной деятельности на Дону. Впоследствии совершал неоднократные командировки для инспекции различных казачьих войск России.
Окончательно в отставку вышел 8 января 1906 года с производством в чин генерала от инфантерии.
Скончался 7 (20) февраля 1908 года. Был похоронен на Смоленском православном кладбище.

## Автор книг
- Доклад о результатах командировки состоящего в распоряжении военного министра генерал-лейтенанта Маслаковца в 1903 году в Забайкальское казачье войско. — СПб., 1903.
- Краткий исторический очерк постепенного образования Оренбургского казачьего войска и развитие форм военного и гражданского устройства. — СПб., 1873.
- Объяснительная записка о применении к Области Войска Донского земской реформы на основаниях, соответствующих местным условиям края и бытовым особенностям главной (казачьей) массы ее населения. — Новочеркасск, 1880.
- О занятиях высочайше учрежденной 16-го июня 1898 года Комиссии в Области Войска Донского и о достигнутых ею результатах. — СПб., 1899.
- Физическое и статистическое описания кочевья донских калмыков. — Новочеркасск, 1872.